# Nisshin (incrociatore)
Nisshin(日進 装甲巡洋艦, Nisshin Sōkōjunyōkan), traslitterato anche in Nissin, è stato un incrociatore corazzato della classe Kasuga della Marina imperiale giapponese, progettato e costruito dalla Ansaldo di Genova. La nave, costruita sul modello tipologico della classe Garibaldi, è stata ideata per unire le caratteristiche di una corazzata e di un incrociatore in modo da risultare estremamente versatile nelle operazioni di battaglia.
La Nisshin aveva una nave gemella, la Kasuga. Le due navi differivano parzialmente per l'armamento principale: sul Nisshin erano installate due torri binate da 203 mm (una a prua e l'altra a poppa), mentre sul Kasuga la torre di prua era dotata di un solo cannone ma di calibro superiore, da 254/40 mm. Considerata la necessità, tipica dell'epoca, di identificare e aggiustare il tiro basandosi sulle colonne d'acqua sollevate dai proietti all'impatto, la disposizione della Nisshin appare più razionale di quella della gemella grazie alla maggiore praticità legata all'avere cannoni uguali e quindi con prestazioni balistiche identiche, oltre al fatto di possedere una bocca da fuoco principale in più (4 anziché 3).